# Gloria Jones
Gloria Jones (nascida como Gloria Richetta Jones em Cincinnati, Ohio, 19 de outubro de 1945) é uma cantora americana de soul e gospel. Uma de suas canções mais famosas, "Tainted Love", foi regravada pelo grupo de synthpop Soft Cell e transformou-se em hit nos anos 1980, sendo regravada por diversos artistas desde então. A canção também figurou na trilha sonora do jogo eletrônico Grand Theft Auto: San Andreas, mais precisamente na rádio Master Sounds 98.3. Gloria tinha um affair com Marc Bolan e estava no momento do acidente que causou sua morte em 1977.

## Discografia

### Álbuns solo
- 1966 - Come Go With Me
- 1973 - Share My Love
- 1976 - Vixen (não foi lançado nos EUA)
- 1978 - Windstorm
- 1982 - Reunited
- 1996 - Vixen / Windstorm (lançamento em CD)
- 2009 - Share My Love (lançamento em CD)

### Com T. Rex
- 1974 - Zinc Alloy and the Hidden Riders of Tomorrow
- 1974 - Light of Love
- 1975 - Bolan's Zip Gun
- 1976 - Futuristic Dragon
- 1977 - Dandy in the Underworld

### Com The COGIC'S
- 1966 - It's A Blessing
- 1984 - The COGIC'S

### Singles solo dos EUA
- 1964[1] - "Tainted Love" / "My Bad Boy's Coming Home"              Champion 14003
- 1965 - "Heartbeat (Part 1)" / Heartbeat (Part 2)"                   Uptown 712
- 1966 - "Finders Keepers" / "Run One Flight Of Stairs"               Uptown 724
- 1966 - "Come Go With Me" / "How Do You Tell An Angel"               Uptown 732
- 1968 - "I Know" / "What About You"                                  Minit 32046
- 1969 - "Look What You Started" / "When He Touches Me"               Minit 32051
- 1973 - "Why Can't You be Mine" / "Baby Don't Cha Know (I'm Bleeding For You)Motown 1256
- 1978 - "Bring On The Love" (Single Version) / "Cry Baby"            Capitol 4563
- 1978 - "Bring On The Love" (Album Version) / "Bring On The Love"    Capitol 12" 4563
- 1978 - "Woman Is a Woman" / "Blue Light Microphone"                 Capitol 4662
- 1979 - "When I Was a Little Girl" / "When I Was a Little Girl"(Inst)Capitol 4762
- 1982 - "My Bad Boy's Coming Home" / "We Gotta All Get Together"     Avi 187
- 1982 - "My Bad Boy's Coming Home" /Tainted Love                     Avi 338

### Singles solo do RU
- 1973 - "Tin Can People" / "So Tired"
- 1975 - "I Ain't Going Nowhere" / "Simplicity Blues"
- 1976 - "Get It On (Part 1)" / "Get It On (Part 2)"
- 1976 - "Tainted Love" (New Version) / "Go Now" (Album Version) (12" - MAXI)
- 1977 - "To Know You Is To Love You" / "City Port" (with Marc Bolan)
- 1977 - "Go Now" (Single Version) / "Drive Me Crazy (Disco Lady)"
- 1977 - "Bring On The Love" (Single Version) / "Cry Baby"
- 1977 - "Bring On The Love" (Album Version) / "Bring On The Love" (Instrumental)
- 1978 - "When I Was a Little Girl" /"When I Was a Little Girl" (Instrumental)
- 1978 - "Windstorm" / "Blue Light Microphone"
- 1979 - "Listen To Me" / "Father I'm Coming Home" (do v/a Double Album Alpha Omega)

### Trabalhos como backing vocalista
- 1968 com Neil Young em Neil Young
- 1969 com The Brothers And Sisters Of Los Angeles em Dylan's Gospel'
- 1970 com Ry Cooder on Ry Cooder
- 1971 com Jesse Davis em Jesse Davis
- 1971 com Ry Cooder em Into the Purple Valley
- 1971 com REO Speedwagon em REO Speedwagon
- 1972 com Buffie Sainte-Marie em Moon Shot
- 1972 com Elvin Bishop em Rock My Soul
- 1973 com Judee Sill em Heart Food
- 1973 com Little Feat em Dixie Chicken
- 1974 com The Commodores em Machine Gun
- 1975 com Michael Masser em The Original Soundtrack Of Mahogany
- 1975 com Harry Nilsson em Duit on Mon Dei
- 1978 com Steve Harley em Hobo with a Grin
- 1979 com Billy Preston em Late at Night e A Whole New Thing